# Antoine Coypel
Pour les articles homonymes, voir Coypel.
Antoine Coypel, né le 11 avril 1661 à Paris, où il est mort le 7 janvier 1722, est un peintre et graveur français.

## Biographie
Antoine Coypel est le fils de Noël Coypel, auprès duquel il se forma. Il accompagne, à 12 ans, son père à Rome, qui y dirige l’Académie de France de 1673 à 1675, et il y achève sa formation, se révélant un élève très précoce et doté d’un grand talent. À Rome, il étudie l’art des grands maîtres de la Renaissance et la statuaire antique. Il est fortement influencé par l’école baroque locale et par l'art du Corrège qu'il admire sur le chemin du retour vers la France, où il reçut une formation littéraire classique au collège d'Harcourt. Ses premiers tableaux, perdus mais dont certains sont connus par des gravures, témoignent d'une virtuosité tout à fait exceptionnelle pour un peintre qui n’a pas encore vingt ans. 

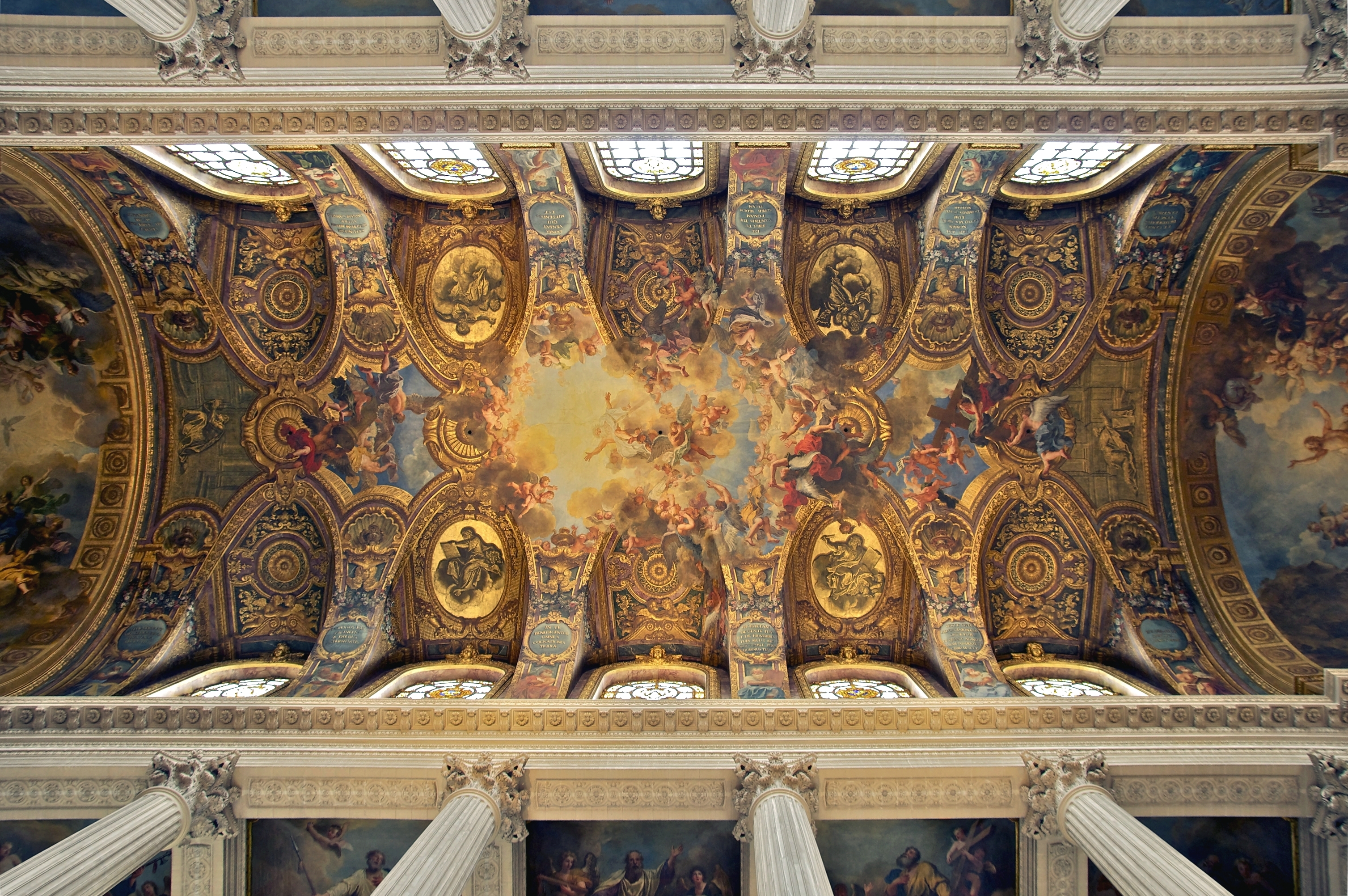
Le plafond de la chapelle royale du château de Versailles (vers 1715-1716).

Le 23 octobre 1681, il devient, à peine âgé de 20 ans, membre de l’Académie royale de peinture et de sculpture, avec, pour morceau de réception, une Allégorie des victoires de Louis XIV (Montpellier, musée Fabre), grande composition maîtrisée où les figures sont placées en grappes, adoptant des attitudes très expressives inspirées de Charles Le Brun, et où les coloris vifs s’allient à la finesse du dessin.
Il connaît alors le succès et reçoit de nombreuses commandes pour les demeures royales de Marly, de Versailles ou encore de Meudon. Il devient le peintre officiel de la maison d'Orléans en 1685. Il est alors sensible à l'art de Rubens, influence qui se retrouve notamment dans son Portrait de Démocrite ; une copie de la Chasse au lion du maître sera retrouvée dans son inventaire après décès. Au tournant du siècle, il peint des œuvres célèbres, Bacchus et Ariane et le Triomphe de Galatée, aujourd'hui perdues mais copiées à maintes reprises, qui auront une influence durable sur l'art du XVIIIe siècle et son goût pour les sujets mythologiques légers et aimables. Choisi pour faire les dessins de l'histoire de Louis XIV en 1691, directeur des tableaux et dessins de la couronne en 1710, associé à l’Académie des inscriptions en 1701, nommé directeur de l’Académie en 1714 puis recteur, il est institué Premier peintre du Roi en 1716 et anobli en 1717.
Son œuvre majeure est la décoration du plafond de la chapelle du château de Versailles (1716), réalisé dans un style baroque qui rappelle les exemples romains que le peintre a admirés dans sa jeunesse, notamment Baciccio. Il réalise aussi, de 1714 à 1717, des tableaux de grande taille sur le thème de l’Énéide, pour les murs du Palais-Royal à Paris. Plusieurs sont aujourd'hui au musée du Louvre, tandis qu’Énée et Anchise, Énée et Achate apparaissant à Didon et la Mort de Didon sont au musée Fabre de Montpellier.
Antoine Coypel travailla également en étroite collaboration avec différents graveurs à l’interprétation de son œuvre : Charles et Louis Simonneau, Girard Audran, Louis Desplaces, Gaspard Duchange, etc. Il a fourni quelques dessins préparatoires pour l’illustration.
Il a publié, en 1721, des Discours sur son art, précédés d'une Épître à son fils en vers, qui présente sa vision de la peinture sous la forme de conseils donnés à son fils qui se lançait alors dans la même carrière que lui. Il meurt un an plus tard.
Son fils Charles-Antoine ainsi que son demi-frère Noël Nicolas furent aussi peintres. Son beau-frère est le sculpteur François Dumont.
Vers 1712, Antoine Coysevox a sculpté son portrait, qui se trouve aujourd'hui au musée du Louvre.

## Collections publiques

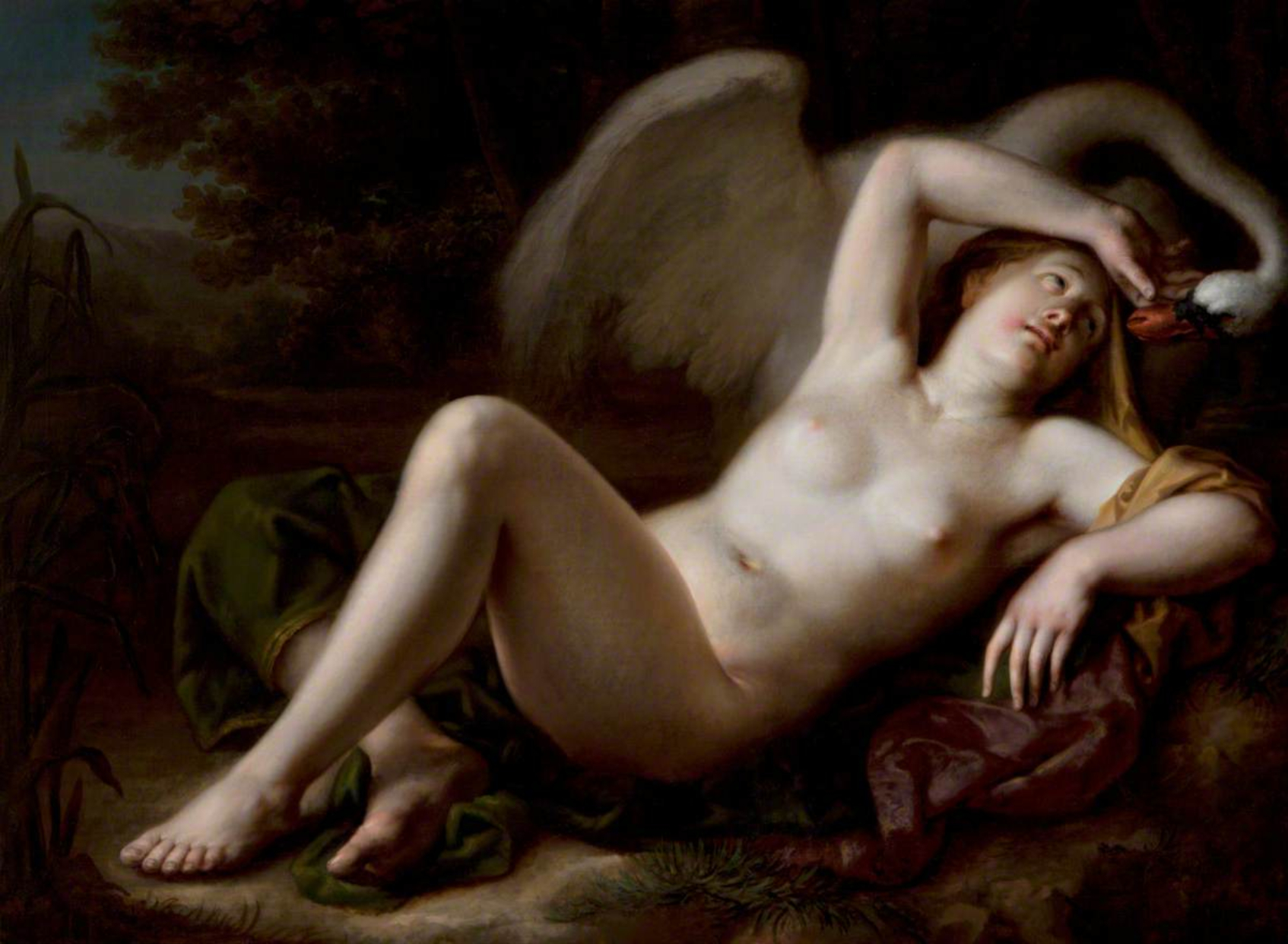
Léda et le cygne.

- L'Assomption de la Vierge, may de Notre-Dame de Paris de 1680. Retrouvé par l'historien Jean-Claude Boyer en 2007 dans l'église Sainte-Marie de Mirande (Gers)[18]. Ce tableau est certainement celui commandé par le chanoine Antoine de La Porte (1627-1710) en 1708, avec l'assentiment du roi Louis XIV dans le cadre de la mise en œuvre des travaux pour la réalisation du vœu de Louis XIII, ainsi que le tableau suivant:
- Jésus parmi les docteurs, huile sur toile;
- Louis XIV se reposant dans le sein de la Gloire après la Paix de Nimègue (1681), huile sur toile, 153 x 185 cm, Montpellier, musée Fabre ;
- Le Baptême du Christ (1690), Abbatiale de Saint-Riquier (Somme), huile sur toile, 151 x 104 cm, classé monument historique au titre objet, le 25 mai 1907[19] ;
- Portrait de Démocrite (1692), huile sur toile, 69 × 57 cm, Paris, musée du Louvre ;
- Le Sacrifice de la fille de Jephté (1695-1697), huile sur toile, 147 x 216 cm, Dijon, musée des beaux-arts de Dijon ;
- Athalie chassée du temple (avant 1697), Paris, musée du Louvre ;
- Vénus apportant les armes à Enée (1699), huile sur toile, 178 x 153 cm, Musée des Beaux-Arts de Rennes ;
- Eliézer et Rébecca (1701), huile sur toile, 125 × 106 cm,  Paris, musée du Louvre ;
- L'Alliance de Bacchus et de Cupidon (v. 1702), huile sur toile, 86 × 94 cm, Dallas, musée d’art :
- L'Évanouissement d'Esther (vers 1704), huile sur toile, 105 × 137 cm, Paris, musée du Louvre ;
- La Colère d'Achille (vers 1711) et Les Adieux d’Hector et d’Andromaque, huiles sur toile, 117,5 x 210 cm, Tours, Musée des Beaux-Arts de Tours[20] ;
- La Colère d'Achille (v. 1718), huile sur toile, 351 x 705 cm, Dijon, musée des beaux-arts de Dijon ;
- Enée portant son père Anchise (1714-1717), huile sur toile, 387 x 190 cm, Montpellier, musée Fabre ;
- Enée et Achat apparaissant à Didon (1714-1717), huile sur toile, 390 x 570 cm, Montpellier, musée Fabre (dépôt du Louvre)
- La Mort de Didon (1714-1717), huile sur toile, 387 x 190 cm, Montpellier, musée Fabre

Dates non documentées
- Judith, huile sur bois, 22.9 x 18.7 cm, Dijon, musée des beaux-arts de Dijon ;
- Gaston de Foix armé pour la bataille (copie d'après Giorgione), huile sur bois, 22.8 x 17.8 cm, Dijon, musée des beaux-arts de Dijon ;
- Silène barbouillé de mûres par Églé, huile sur toile, 60 x 51 cm, Gray (Haute-Saône), musée Baron-Martin ;
- Jésus servi par les Anges, Châlons-en-Champagne,  Musée des beaux-arts et d’archéologie ;
- Le Repos de Diane,  Épinal, musée départemental d'Art ancien et contemporain ;
- Cyrus interrogeant le roi d'Arménie, Musée de Grenoble ;
- Néron dans un festin, Musée de Grenoble.
- Portrait d’une dame, huile sur toile, 58 x 47 cm, musée des Beaux-Arts d’Orléans (non localisé depuis 1940)[21].

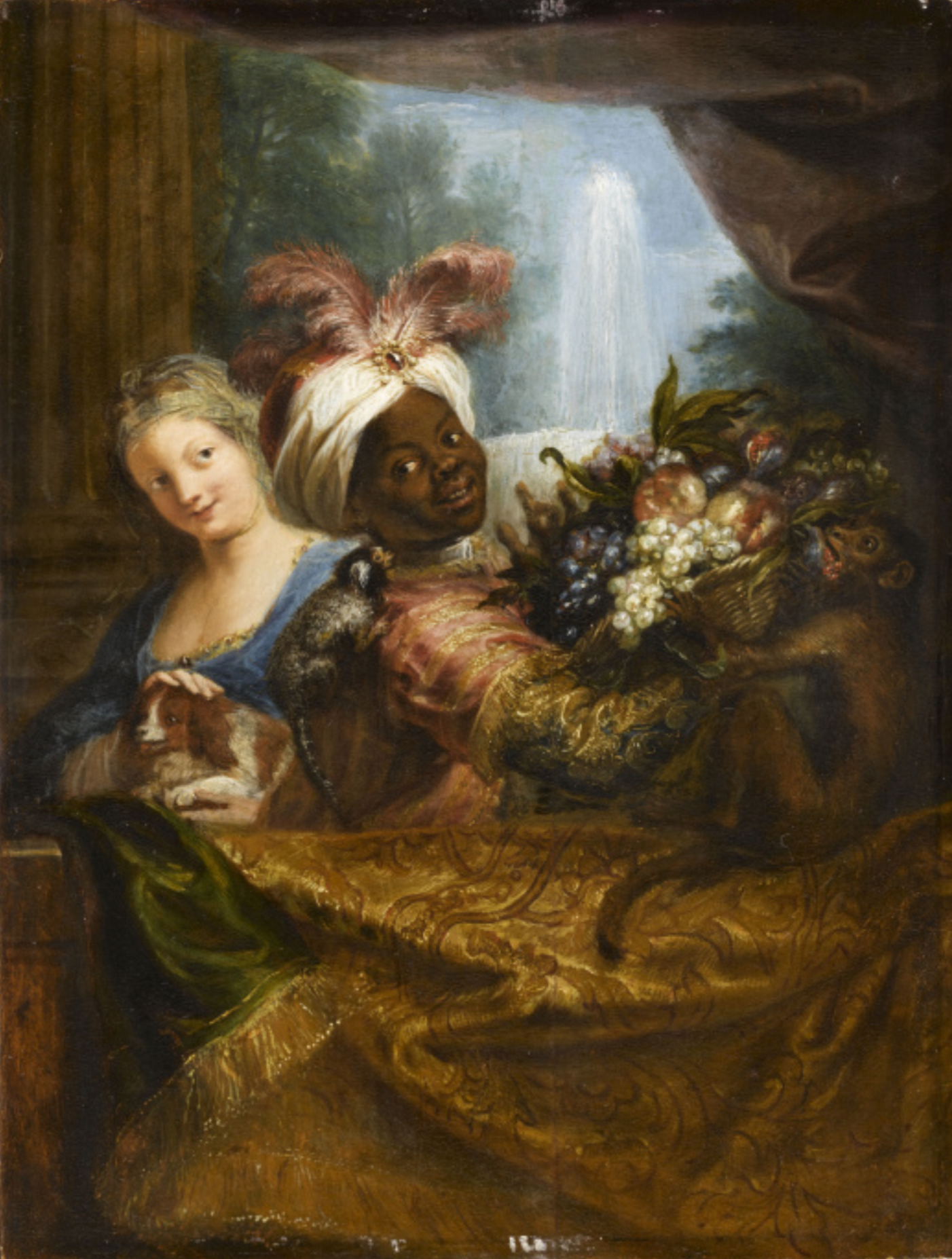
Angola, trompette du roi Louis XIV, tenant une corbeille de fruits musée du Louvre[22].
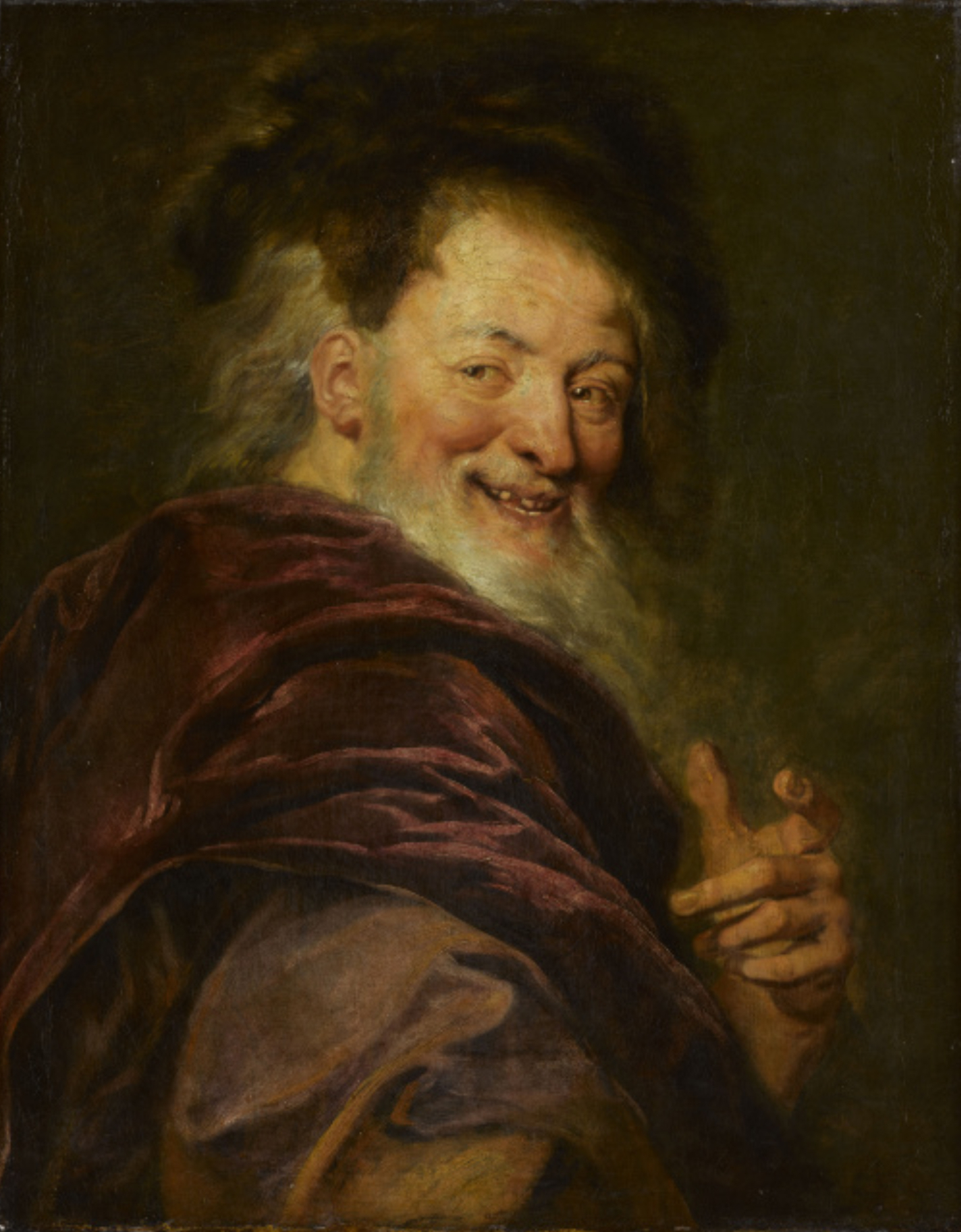
Portrait de Démocrite (1692) musée du Louvre.
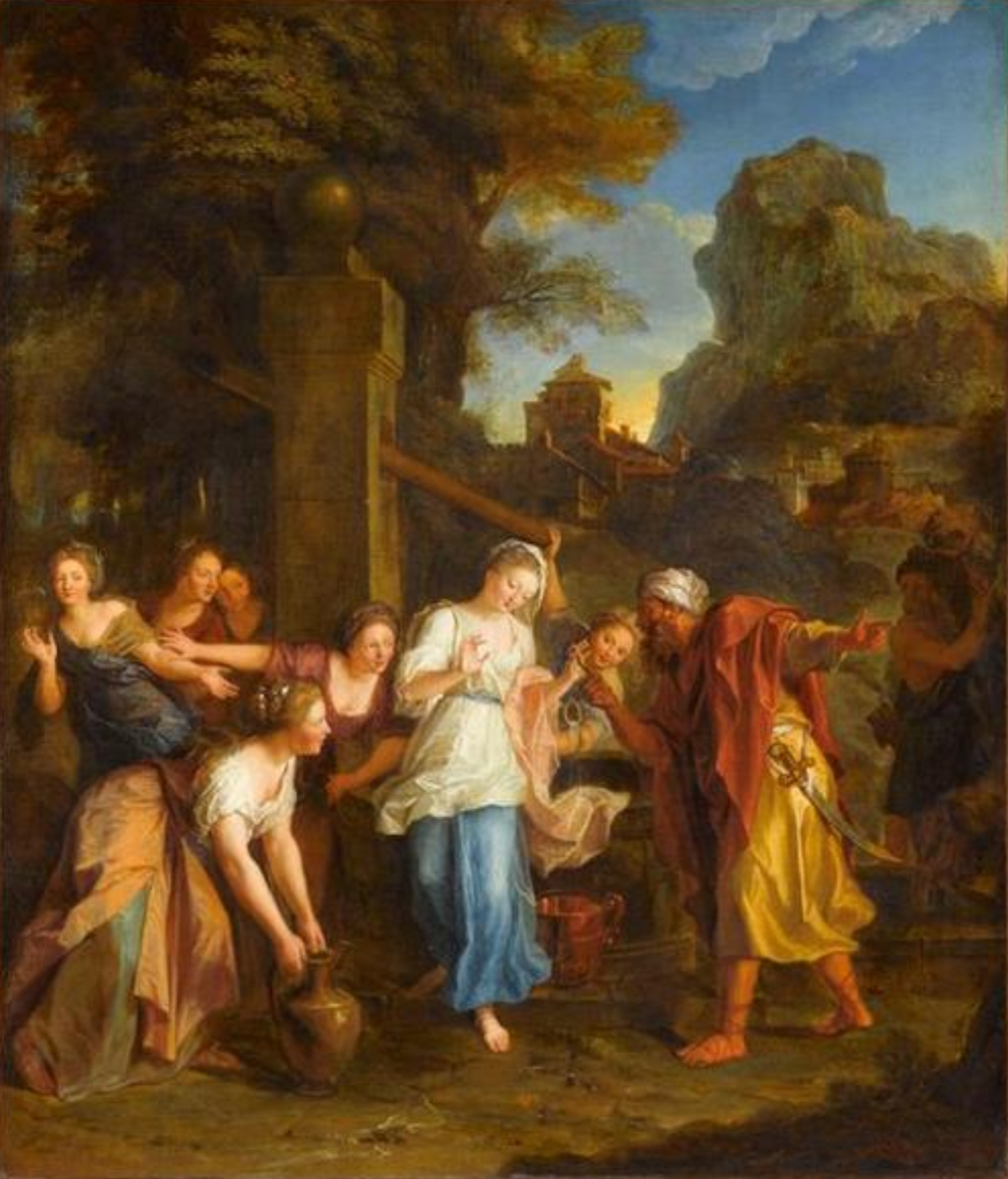
Eliézer et Rébecca (1701) musée du Louvre.
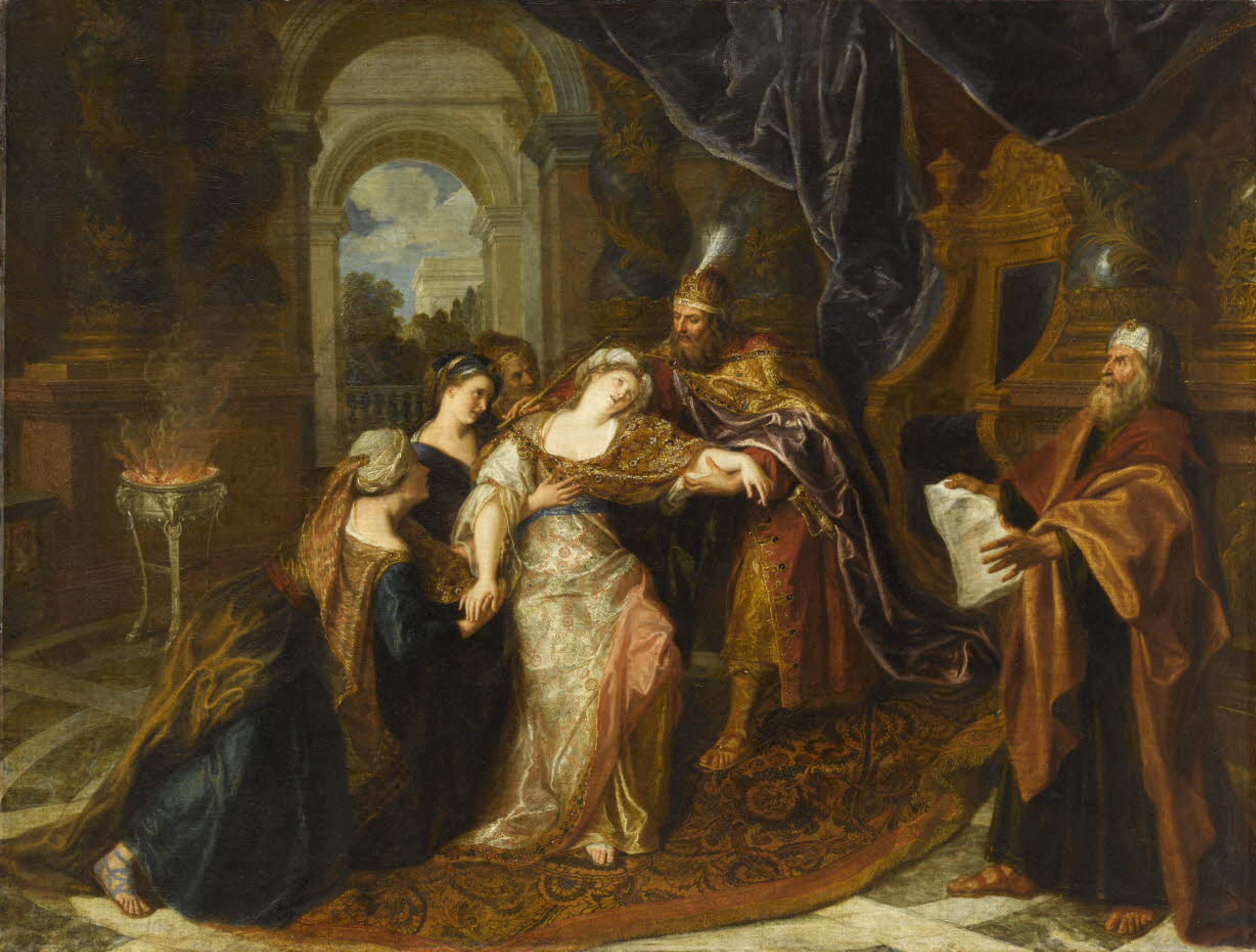
L'Évanouissement d'Esther (vers 1704) musée du Louvre.
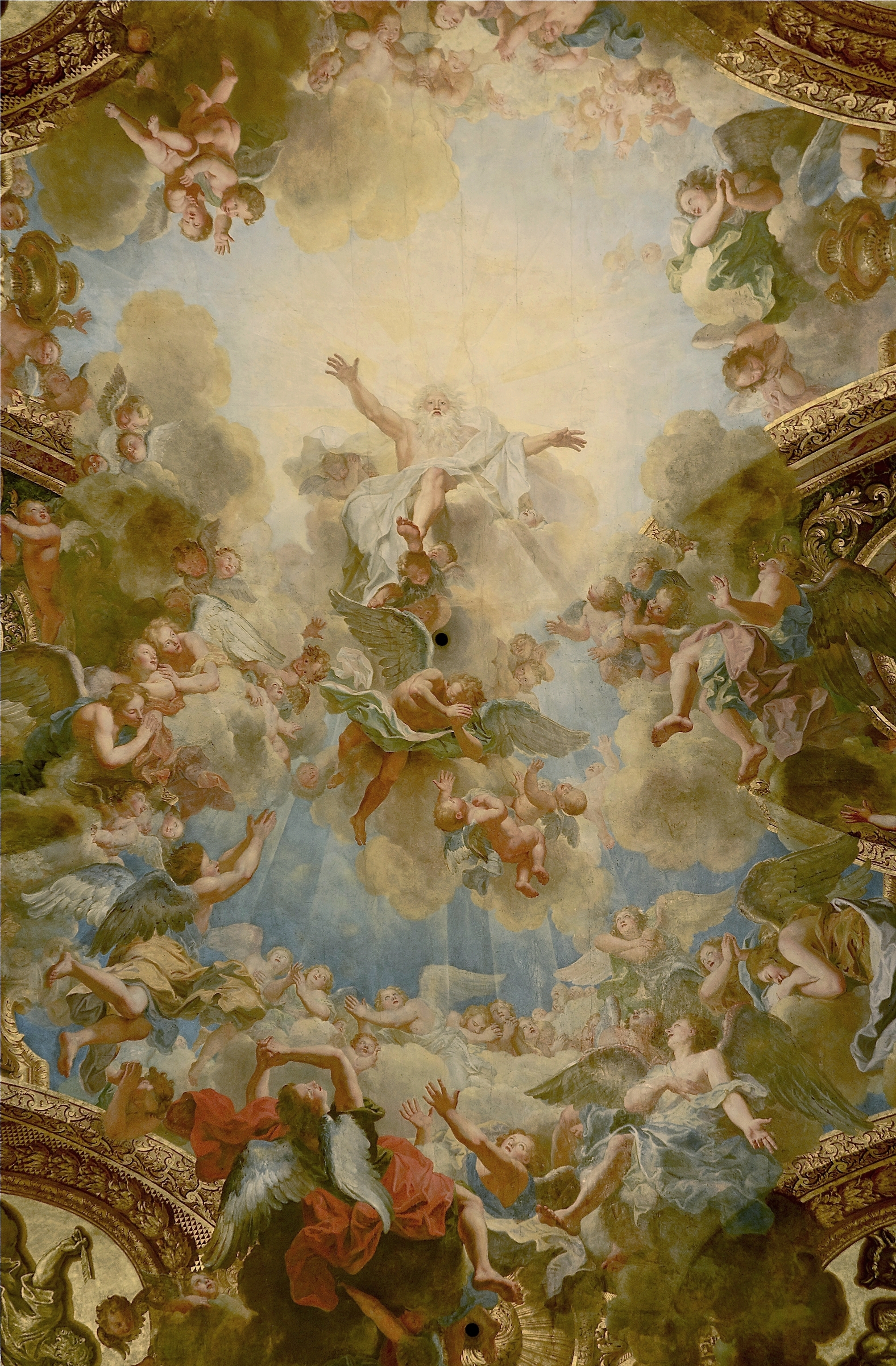
Dieu-le-Père Tout Puissant (vers 1715) plafond de la Chapelle du château de Versailles

## Expositions
- 2022, du 22 janvier au 18 avril : « Le théâtre de Troie. Antoine Coypel, d'Homère à Virgile », au Musée des Beaux-Arts de Tours[23].